# Affaire Petticoat
L’affaire Petticoat est un scandale américain, qui impliqua, dans les années 1830-1831, des membres du cabinet du président Andrew Jackson, et leurs épouses. Bien que le scandale ait tout d’abord été une affaire privée, il eut des incidences sur la carrière politique de plusieurs hommes.

## Jeunesse de Margaret O’Neale
Margaret « Peggy » O’Neale (ou O’Neill) était la fille de William O’Neale, qui possédait à Washington D. C. une pension du nom de « Franklin House », et qui était un centre social pour de nombreux hommes politiques. Margaret avait joui d’une bonne éducation ; elle avait étudié, entre autres, le français, et était douée au piano. On lui attribuait également un tempérament vigoureux.

## L’affaire

### Premier mariage avec John B. Timberlake

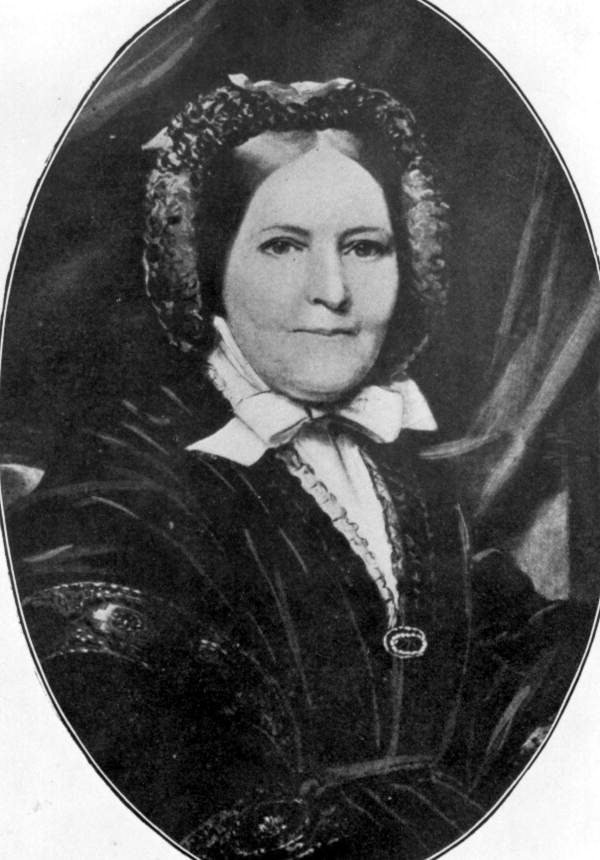
Portrait de Margaret O'Neill Eaton.

En 1816, Margaret épousa son premier mari, John B. Timberlake, qui était commissaire de bord dans l’United States Navy. Margaret était alors âgée de 17 ans, tandis que son mari en avait 39. Timberlake avait eu de fortes dettes durant des années. Ensemble, ils eurent trois enfants, dont l’un mourut durant son enfance.
Le couple était ami avec le sénateur John Eaton depuis 1818, alors qu’Eaton était un jeune veuf de 28 ans qui venait tout juste d’être élu sénateur. Après que Timberlake eut exposé sa situation financière délicate à Eaton, ce dernier tenta en vain de l’aider en créant une pétition pour le Sénat, afin de payer les dettes que Timberlake avait accumulées durant son travail à l’US Navy. Alors qu’il était parti pour un déplacement de 4 ans à bord de l'USS Constitution, Timberlake succomba à une pneumonie, en 1828. Il y eut cependant des doutes sur cette mort, une rumeur courant qu’il ait pu se suicider.

### Second mariage avec John Eaton

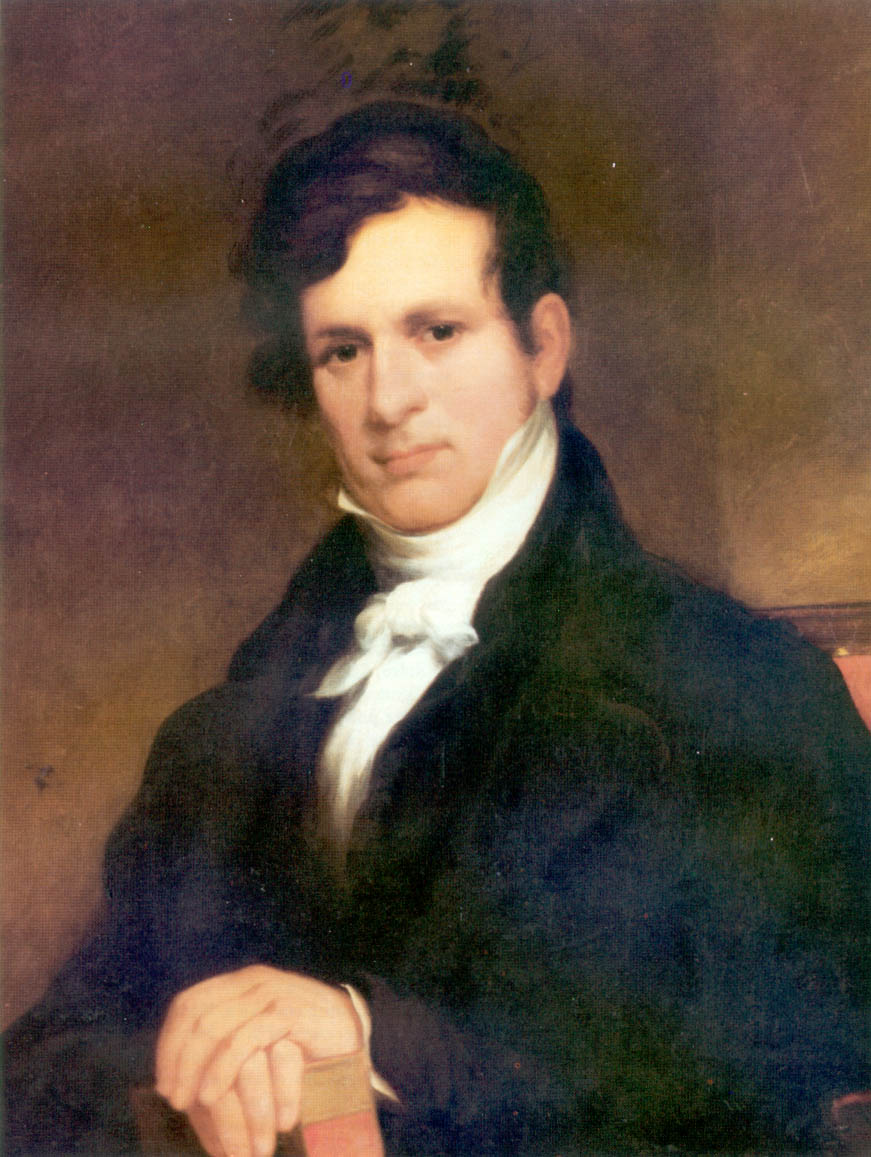
Portrait de John Eaton par Robert Walter Weir (1873).

Avec la bénédiction du président Andrew Jackson, qui les appréciait tous deux beaucoup, Peggy Timberlake et Eaton se marièrent peu après la mort de Timberlake (même si les conventions sociales de l’époque auraient voulu qu’ils attendent un peu plus longtemps). Ce mariage scandalisa la bonne société de Washington D. C., tout particulièrement les femmes. Floride Calhoun, l’épouse du vice-président John C. Calhoun, lança une coalition « anti-Peggy » avec d’autres femmes des membres du cabinet. Les femmes de premier plan se mirent alors à ignorer Margaret Eaton.

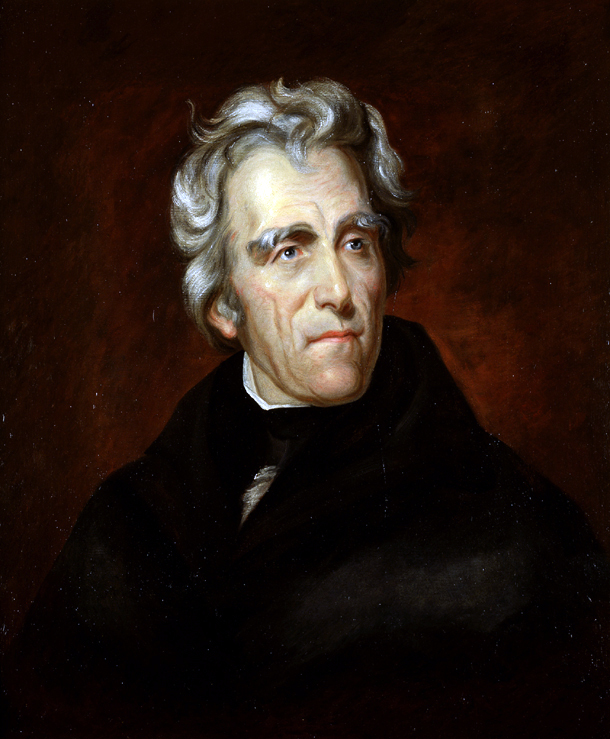
Portrait d’Andrew Jackson par Thomas Sully (1824).

Martin Van Buren, un veuf qui était l’unique membre célibataire du Cabinet, s’allia aux Eaton. Jackson assurait les Eaton de son soutien, peut-être en partie dû au fait que sa dernière épouse, Rachel Donelson Robards, avait été, elle aussi, l’objet de commérages (le premier mariage de Rachel n’ayant pas encore été légalement rompu au moment de son remariage avec Jackson). Jackson pensait que ces rumeurs étaient à l’origine de la crise cardiaque de sa femme, survenue le 22 décembre 1828, quelques semaines après son élection. Néanmoins la nièce de Rachel, Emily Donelson, que Jackson appelait sa « première dame », se rangea aux côtés de Lady Floride Calhoun.
Jackson nomma Eaton au poste de Secrétaire à la Guerre des États-Unis, en espérant que l’affaire se tasserait. Mais le scandale ne fit qu’augmenter. Jackson sentit que ses opposants politiques, et plus particulièrement ceux qui étaient proches de Calhoun, entretenaient la controverse. En quelques semaines, cette polémique amena, au printemps 1831, la démission de presque tous les membres du Cabinet, à l’exception du seul ministre des Postes, William T. Barry.
Jackson fit de Van Buren son favori et remplaça Calhoun au poste de vice-président, lors de sa campagne de réélection. C’est ainsi que Van Buren devint l’héritier du parti démocrate. Bien qu’Emily Donelson eût soutenu Lady Floride Calhoun, Jackson ne lui en tint pas rigueur.
John Calhoun et sa femme repartirent en Caroline du Sud. En 1832, élu sénateur au Sénat des États-Unis, il défendit le droit des États, l’esclavage et le Sud qui connaissait des difficultés économiques, envisageant même une sécession de l’Union.

## L’affaire Petticoat dans les arts
Clarence Brown relate l’affaire dans le film, L’Enchanteresse, (The Gorgeous Hussy) en 1936.